# Bohdan Jałowiecki (konsul)
Bohdan Jałowiecki (ur. 13 grudnia 1897 w Wilnie, zm. w lutym 1941 w Działdowie) – kapitan obserwator Wojska Polskiego, dyplomata, urzędnik konsularny.

## Życiorys
Mianowany porucznikiem ze starszeństwem z 1 lipca 1920 roku. W latach 1923–1924 pełnił służbę w Departamencie IV Żeglugi Powietrznej Ministerstwa Spraw Wojskowych w Warszawie, pozostając oficerem nadetatowym 1 pułku lotniczego. 1 grudnia 1924 roku awansował na kapitana ze starszeństwem z 15 sierpnia 1924 roku i 26. lokatą w korpusie oficerów aeronautycznych. W 1928 roku był kadrze oficerów lotnictwa. Przeniesiony w stan nieczynny do 31 sierpnia 1931 roku. W 1934 roku pozostawał w ewidencji Powiatowej Komendy Uzupełnień Warszawa Miasto III. Posiadał przydział do Oficerskiej Kadry Okręgowej Nr I. Był wówczas zaliczony do grupy oficerów „przebywających stale zagranicą”.
Do polskiej służby zagranicznej przeszedł w 1931 z resortu spraw wojskowych, gdzie powierzano mu szereg funkcji - kilka miesięcy praktykował w Ministerstwie Spraw Zagranicznych, następnie kierownik (w randze radcy ambasady w Moskwie) konsulatu generalnego w Mińsku (1931–1935), i jednocześnie szef polskiej placówki wywiadowczej pod kryptonimami „B-17” i „F-16” tamże; w MSZ (1935–1936), następnie kierownik konsulatu w Olsztynie (1936–1939), który prowadził tam też placówkę wywiadowczą „Toro”.
Aresztowany przez władze hitlerowskie, i osadzony w więzieniu w Królewcu, następnie w obozach w Hohenbruch i Działdowie, gdzie zmarł z wycieńczenia.

## Ordery i odznaczenia
- Krzyż Walecznych „za czyny męstwa i odwagi wykazane w bojach toczonych w latach 1918–1921”
- Srebrny Krzyż Zasługi (19 marca 1931)[7]
- Medal Pamiątkowy za Wojnę 1918–1921[8]
- Medal Dziesięciolecia Odzyskanej Niepodległości[8]
- Brązowy Medal za Długoletnią Służbę[8]
- Polowa Odznaka Obserwatora nr 34 (11 listopada 1928) „za loty bojowe nad nieprzyjacielem czasie wojny 1918–1920”[9]
- Medal 10 Rocznicy Wojny Niepodległościowej (Łotwa, 1929)[10]

## Upamiętnienie
1 września 1981 na budynku, w którym mieścił się Konsulat RP w Olsztynie, została umieszczona tablica pamiątkowa.